# 1106
Năm 1106 là một năm trong lịch Julius.